# Dekanat inowrocławski II
Dekanat inowrocławski II – drugi dekanat z siedzibą w Inowrocławiu.

## Parafie
- Parafia Świętej Trójcy w Chlewiskach
- Parafia Świętej Trójcy w Górze
- Parafia św. Barbary i św. Maurycego w Inowrocławiu
- Parafia Imienia NMP w Inowrocławiu
- Parafia św. Józefa w Inowrocławiu
- Parafia Świętego Krzyża w Inowrocławiu
- Parafia Zwiastowania NMP w Inowrocławiu
- Parafia św. Elżbiety w Orłowie
- Parafia św. Mikołaja Biskupa Sanktuarium Matki Bożej Łaskawej w Pieraniu